# شارکا کااشپارکووا
شارکا کااشپارکووا (انگلیسی: Šárka Kašpárková؛ زادهٔ ۲۰ مهٔ ۱۹۷۱) بازیکن بسکتبال، و ورزشکار دو و میدانی اهل جمهوری چک است.